# غوستاف (تمساح)
غوستاف هو اسم تمساح يبلغ طوله 6 أمتار (18 قدما) ، موطنه في بوروندي بأفريقيا، يشاع عنه بأنه ابتلع بمفرده أكثر من 300 إنسان.

## وصلات خارجية
- تقرير للبي بي سي عن غوستاف .